# 市場町 (徳島県)
市場町（いちばちょう）は、徳島県阿波郡にあった町。2005年4月1日、阿波町・吉野町・土成町と合併して阿波市となった。
かつての町域は阿波市市場町市場・市場町香美・市場町上喜来・市場町大俣・市場町犬墓・市場町大影・市場町日開谷・市場町尾開・市場町興崎・市場町切幡・市場町山野上・市場町八幡・市場町伊月・市場町大野島となっている。

## 地理
徳島県の北部、吉野川中流の北岸に位置し、南北に長い町だった。
- 山：城王山、伊笠山
- 川：吉野川、日開谷川、大久保谷川、市場谷川

### 隣接していた自治体
- 徳島県
  - 吉野川市（旧麻植郡 鴨島町、川島町）
  - 美馬市（旧美馬郡 脇町）
  - 板野郡 土成町
  - 阿波郡 阿波町
- 香川県
  - 東かがわ市（旧大川郡 白鳥町）

## 歴史
- 1889年（明治22年）10月1日 - 町村制の施行により、市場町・興崎村・香美村・尾開村および上喜来村の一部の区域をもって市香村が発足。
- 1907年（明治40年）11月1日 - 市香村が町制施行・改称して市場町となる。
- 1955年（昭和30年）3月31日 - 八幡町・大俣村と合併し、改めて市場町が発足。
- 2005年（平成17年）4月1日 - 阿波郡阿波町、板野郡吉野町・土成町と合併して阿波市が発足。同日市場町廃止。

## 教育

### 中学校
- 阿波市立市場中学校（旧：市場町立市場中学校）

### 小学校
- 阿波市立市場小学校（旧：市場町立市場小学校）
- 阿波市立八幡小学校（旧：市場町立八幡小学校）
- 阿波市立大俣小学校（旧：市場町立大俣小学校）

## 交通

### 道路
- 県道
  - 徳島県道2号津田川島線
  - 徳島県道3号志度山川線（ただし町内全区間自動車通行不能で、町内の他地域とはつながっていない）
  - 徳島県道12号鳴門池田線
  - 徳島県道125号市場学停車場線
  - 徳島県道139号船戸切幡上板線
  - 徳島県道237号切幡川島線
  - 徳島県道246号仁賀木山瀬停車場線

## 観光地

### 公共施設
- 阿波市立市場歴史民俗資料館
- 市場公園

### 社寺・史跡
- 建布都神社
- 伊笠神社
- 若宮神社
- 稲荷神社
- 城王神社
- 大影神社
- 切幡寺
- 犬墓大師堂

### 名所
- 境目のイチョウ

### 祭事
- やねこじき